# Familia Rospigliosi
Los Rospigliosi son una antigua familia aristocrática de Pistoya. Afirmada desde los inicios de la Edad Media, la familia se enriqueció gracias a la agricultura, el comercio y la industria, alcanzando su apogeo de poder y el título nobiliario en Roma, gracias a Giulio Rospigliosi, que fue elegido como papa en 1667.

## Historia
Descendieron desde Lombardía  en el siglo XII, se establecieron en Lamporecchio, en la ciudad de Pistoia, donde han mantenido vastas posesiones hasta el siglo XX.
Se trasladaron a Pistoia en el siglo XV, de ella nacieron personajes ilustres, destacando sobre todos ellos el papa Clemente IX.

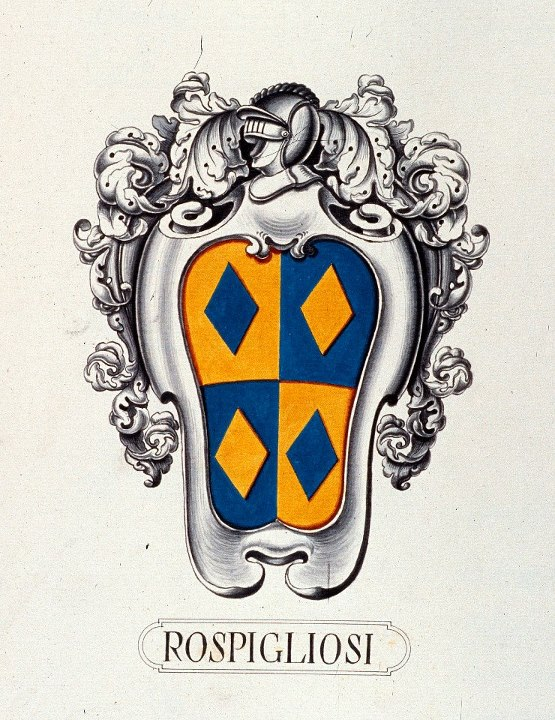
Escudo de la familia Rospigliosi.

En Pistoia se dividieron en dos ramas, unos  llamados "del Duque" que residían en el homónimo palacio en via del Duca y otros que residían en el Palacio Rospigliosi de Ripa del Sale.

## Duques de Zagarolo y príncipes del Sacro Imperio Romano Germánico
- Pietro Giulio Rospigliosi (1590 Isla de Córcega, Francia -	1639 Potosí, Bolivia) Administrador de Capitanías al servicio de la Corona de Castilla, esposo de Doña Bárbara de Candia y Spínola
- Giovanni Battista Rospigliosi (1646-1722), I príncipe Rospigliosi, I duque de Zagarolo
- Clemente Domenico Rospigliosi (1674-1752), II príncipe Rospigliosi, II duque de Zagarolo
- Camillo Rospigliosi (1714-1763), III príncipe Rospigliosi, III duque de Zagarolo
- Giovanni Battista Rospigliosi (1726-1784), IV príncipe Rospigliosi, IV duque de Zagarolo
- Giuseppe Rospigliosi (1755-1833), V príncipe Rospigliosi, V duque de Zagarolo
- Giulio Cesare Rospigliosi (1781-1859), VI príncipe Rospigliosi, VI duque de Zagarolo
- Clemente Rospigliosi (1823-1897), VII príncipe Rospigliosi, VII duque de Zagarolo
- Giuseppe Rospigliosi (1848-1913), VIII príncipe Rospigliosi, VIII duque de Zagarolo
- Girolamo (1907-1959), IX príncipe Rospigliosi, IX duque de Zagarolo
- Giulio (1907-1986), X príncipe Rospigliosi, X duque de Zagarolo
- Filippo (n. 1942), XI príncipe Rospigliosi, XI duque de Zagarolo
- Teodoro Giulio Rospigliosi, Alférez Real en Perú, sobrino de Clemente IX.

- Datos: Q3941572
- Multimedia: House of Rospigliosi / Q3941572